# 布里奇沃特 (新罕布什爾州)
布里奇沃特（英語：Bridgewater）是一個位於美國新罕布什爾州格拉夫頓縣的鎮。

## 人口
根據2020年美國人口普查的數據，布里奇沃特的面積為56.20平方千米，當中陸地面積為55.70平方千米，而水域面積為0.50平方千米。當地共有人口1160人，而人口密度為每平方千米21人。